# Маркулешти-Гара (Калараш)
Маркулешти-Гара (рум. Mărculești-Gară) насеље је у Румунији у округу Калараш у општини Перишору. Oпштина се налази на надморској висини од 36 m.

## Становништво
Према подацима из 2002. године у насељу је живело 466 становника, од којих су сви румунске националности.